# Syberia II
Syberia II ist ein 2004 erschienenes Adventure von Entwickler Microïds und Publisher Atari SA. Der Nachfolger des 2002 erschienenen Syberia erzählt dessen Handlung von Autor Benoît Sokal fort. Die Musik stammt von Komponist Inon Zur.

## Handlung
Nachdem sich Kate entschieden hat, Hans Voralberg auf seiner Suche nach Syberia zu begleiten, fährt der Zug in den Bahnhof von Romansburg ein, ein kleines, verschlafenes Dorf in der Tundra am äußersten Rand der Zivilisation. Der Automat Oscar gibt zu bedenken, dass ein mechanischer Zug keine Wärme erzeugt und sie vor der Weiterfahrt nach Norden einen Vorrat an Kohle zum Heizen mitnehmen sollten. Bis Kate jedoch die Kohle organisiert hat, erkrankt Hans schwer. Weil es im Dorf keinen Arzt gibt, wendet sie sich an den Abt eines in der Nähe gelegenen Klosters, der im Ruf steht, über besondere Heilkräfte zu verfügen. Über Umwege lernt Kate dort weitere Details über das alte Volk der Youkol und deren sagenumwobene Verbindung zu den Mammuts, von denen sie schon in Barockstadt gehört hat.
In der Zwischenzeit setzt ihr Chef, der sie bereits seit Wochen in New York zurückerwartet und der auch von ihrer Familie zum Handeln gedrängt wird, einen Agenten ein, der nach ihr suchen soll. Bevor dieser jedoch in Romansburg eintrifft, wird der Zug mit dem wieder genesenen Hans an Bord entführt. Kate gelingt es, den Zug einzuholen, als sich die Entführer in die Zugsteuerung einmischen und der Zug deshalb liegen bleibt. Es gelingt schließlich, mit dem Zug eine Siedlung der Youkol zu erreichen und sowohl den Agenten als auch die Entführer loszuwerden. Am Ende ihrer Reise finden Hans und Kate das sagenumwobene Syberia und entdecken dort tatsächlich noch eine Herde lebender Mammuts. Hans geht mit den Mammuts mit und das Spiel endet in einem Happy End.

## Spielprinzip und Technik
Syberia II ist ein sogenanntes 2,5D-Adventure. Aus Polygonen zusammengesetzte, dreidimensionale Figuren agieren vor vorgerenderten, mitunter teilanimierten, ansonsten aber statischen Kulissen. In Bezug auf die Steuerung handelt es sich bei Syberia II um ein Point-and-Click-Adventure: Der Spieler steuert die Spielfigur mit der Maus durch die Spielwelt. Mit den Maustasten kann er Aktionen einleiten, die den Spielcharakter mit seiner Umwelt interagieren lassen. Er kann so Gegenstände untersuchen und aufnehmen, sie auf die Umgebung oder andere Gegenstände anwenden und mit NPCs kommunizieren. Alternativ kann das Spiel per Tastatur gesteuert werden. Dialoge werden durch eine Single-Choice-Auswahl vom Spiel vorgegebener Themen gesteuert. Syberia weicht hierbei von genreüblichen Vorgaben ab. Für gewöhnlich werden in Adventures auf die Situation bezogene Dialogoptionen angeboten. Kate Walker führt hingegen ein Notizbuch mit sich, in das sie mögliche Gesprächsthemen einträgt. Diese Themen werden in jedem Dialog als Optionen vorgegeben und vom Spiel im Sinne des aktuellen Stands der Handlung interpretiert. Neben dem in Adventurespielen üblichen Inventar, in dem von Walker gefundene Gegenstände verwaltet werden, gibt es ein ähnlich funktionierendes Zweitinventar für Dokumente, auf die Walker im Laufe des Spiels stößt. Mit fortschreitendem Handlungsverlauf werden weitere Orte freigeschaltet.

## Entwicklung
Das Spiel wurde in 13 Monaten, erneut auf Basis des Virtools Development Environment entwickelt. Die Entwicklungsumgebung hatte inzwischen jedoch Versionsnummer 3.0 erreicht. Im März 2009 erschien die Sammlung Adventure Collection 1: Best of Benoit Sokal für den PC, welches die Spiele Syberia und Syberia II sowie Paradise in einer Box beinhaltete.

## Rezeption
Syberia II erhielt überwiegend positive Bewertungen. Die Rezensionsdatenbank Metacritic aggregiert 23 Rezensionen zu einem Mittelwert von 80.
Wie schon der erste Teil erhielt auch Syberia II dafür Kritik, dass es zu wenig Handlungsmöglichkeiten gäbe und die Rätsel über einfaches Ausprobieren zu lösen seien. Eine teilweise sehr schlechte Erkennbarkeit der manipulierbaren Objekte mache dem Spieler laut GameStar das Leben unnötig schwer. Das Fachmagazin Adventure-Treff lobte die Story des Spiels, die besser als einheitlicher Bogen funktioniere als beim Vorgänger und zudem dessen lose Enden im Erzählstrang aufgreife und um überraschende Wendungen anreichere. Bei den „stark gezeichneten“ Charakteren schaffe Sokal den Spagat zwischen „glaubhaften Akteuren und überzeichneten Karikaturen“. Grafik und Sound seien gegenüber der Genrereferenz Syberia noch verbessert worden. Die Rätsel seien wie beim Vorgänger unterkomplex.